# عبدالحکیم علواری
عبدالحکیم علواری (انگلیسی: Abdelhakim Elouaari؛ زادهٔ ۴ سپتامبر ۱۹۸۰) بازیکن فوتبال اهل فرانسه است.
از باشگاه‌هایی که در آن بازی کرده‌است می‌توان به باشگاه فوتبال استاد رنس و باشگاه فوتبال پاریس اشاره کرد.